# Schmalspurbahn Ustiprača–Miljevina
| Bhf. Ustikolina kurz vor der Eröffnung der Bahnlinie |                                                    |                         |                         |
| Karte auf OpenStreetMap, Karte auf OpenRailwayMap |                                                    |                         |                         |
| Streckenlänge: | 55,6 km                                            |                         |                         |
| Spurweite: | 760 mm (Bosnische Spur)                            |                         |                         |
| |                                                    |                         |                         |
| Höchstgeschwindigkeit: | 40 km/h (Ustiprača–Foča) 25 km/h (Foča–Miljevina)  |                         |                         |
| Minimaler Radius: | 125 m (Ustiprača–Foča) 60 m (Foča–Miljevina)       |                         |                         |
| Maximale Neigung: | 7 ‰ (Ustiprača–Foča) 30 ‰ (Foča–Miljevina)         |                         |                         |
| Eröffnung |                                                    |                         |                         |
| Ustiprača–Foča | 17. Sept. 1939 │ 41,6 km                           |                         |                         |
| Foča–Miljevina | ca. 1947 │ 14,0 km 1. Juli 1962 Übernahme durch JŽ |                         |                         |
| Stilllegung |                                                    |                         |                         |
| Foča–Miljevina | 1. April 1976 │ 14,0 km                            |                         |                         |
| Ustiprača–Foča | 22. Mai 1977 │ 41,6 km                             |                         |                         |
| \| \| \| von Višegrad \| m. i. J. \| \| \| 0,0 \| Ustiprača \| 340,0 \| \| \| \| nach Sarajevo \| \| \| \| \| Prača \| \| \| \| \| Hangbrücke \| \| \| \| 5,9 \| Kopači \| 342,0 \| \| \| \| Drina[S 1] \| \| \| \| 7,6 \| Hubjeri \| Hubjeri \| \| \| 11,2 \| Goražde \| 354,3 \| \| \| \| Drina[S 1] \| \| \| \| 14,5 \| Vitkovići \| Vitkovići \| \| \| 18,4 \| Mravinjac \| 366,8 \| \| \| 21,0 \| Vranići \| Vranići \| \| \| 24,3 \| Osanica \| 377,4 \| \| \| \| Osanica \| \| \| \| 28,1 \| Mrđalići \| Mrđalići \| \| \| 33,3 \| Ustikolina \| 387,0 \| \| \| 41,6 \| Foča \| 404,0 \| \| \| \| Drina \| \| \| \| 46,3 \| Waldbahn Brod na Drini \| Waldbahn Brod na Drini \| \| \| 47,8 \| Avdagića Luka \| 414,4 \| \| \| \| Bistrica \| \| \| \| \| \| \| \| \| \| Bistrica \| \| \| \| \| \| \| \| \| \| \| \| \| \| \| \| \| \| \| 55,6 \| Miljevina \| 521,9 \| \| \| \| Bergwerk und Waldbahnen \| \| \| \| \| \| \| \| Anmerkungen 1. 1 2 gesprengt im 2. WK (punktiert: provisorische Trasse links der Drina) Quellen: - JŽ Streckenprofil 64 Ustiprača–Miljevina - Vojnogeografski institut, Typografische Karten 1 : 25 000: Blatt 526 Goražde \| \| \| \| |                                                    |                         |                         |
| Strecke (außer Betrieb) |                                                    | von Višegrad            | m. i. J.                |
| Bahnhof (Strecke außer Betrieb) | 0,0                                                | Ustiprača               | 340,0                   |
| Abzweig geradeaus und nach rechts (Strecke außer Betrieb) |                                                    | nach Sarajevo           | nach Sarajevo           |
| Brücke über Wasserlauf (Strecke außer Betrieb) |                                                    | Prača                   | Prača                   |
| Brücke (Strecke außer Betrieb) |                                                    | Hangbrücke              | Hangbrücke              |
| Bahnhof (Strecke außer Betrieb) | 5,9                                                | Kopači                  | 342,0                   |
| Strecke von rechts (außer Betrieb) |                                                    | Drina                   | Drina                   |
| Haltepunkt / Haltestelle (Strecke außer Betrieb) | 7,6                                                | Hubjeri                 | Hubjeri                 |
| Bahnhof (Strecke außer Betrieb) | 11,2                                               | Goražde                 | 354,3                   |
| Strecke nach rechts (außer Betrieb) |                                                    | Drina                   | Drina                   |
| Haltepunkt / Haltestelle (Strecke außer Betrieb) | 14,5                                               | Vitkovići               | Vitkovići               |
| Bahnhof (Strecke außer Betrieb) | 18,4                                               | Mravinjac               | 366,8                   |
| Haltepunkt / Haltestelle (Strecke außer Betrieb) | 21,0                                               | Vranići                 | Vranići                 |
| Bahnhof (Strecke außer Betrieb) | 24,3                                               | Osanica                 | 377,4                   |
| Brücke über Wasserlauf (Strecke außer Betrieb) |                                                    | Osanica                 | Osanica                 |
| Haltepunkt / Haltestelle (Strecke außer Betrieb) | 28,1                                               | Mrđalići                | Mrđalići                |
| Bahnhof (Strecke außer Betrieb) | 33,3                                               | Ustikolina              | 387,0                   |
| Bahnhof (Strecke außer Betrieb) | 41,6                                               | Foča                    | 404,0                   |
| Strecke (außer Betrieb) |                                                    | Drina                   | Drina                   |
| Abzweig geradeaus und von links (Strecke außer Betrieb) | 46,3                                               | Waldbahn Brod na Drini  | Waldbahn Brod na Drini  |
| Bahnhof (Strecke außer Betrieb) | 47,8                                               | Avdagića Luka           | 414,4                   |
| Strecke nach links (außer Betrieb) · Strecke von rechts (außer Betrieb) |                                                    | Bistrica                | Bistrica                |
| Tunnel (Strecke außer Betrieb) |                                                    |                         |                         |
| Strecke von links (außer Betrieb) · Strecke nach rechts (außer Betrieb) |                                                    | Bistrica                | Bistrica                |
| Tunnel (Strecke außer Betrieb) |                                                    |                         |                         |
| Tunnel (Strecke außer Betrieb) |                                                    |                         |                         |
| Tunnel (Strecke außer Betrieb) |                                                    |                         |                         |
| Bahnhof (Strecke außer Betrieb) | 55,6                                               | Miljevina               | 521,9                   |
| Abzweig nach links und nach rechts (Strecke außer Betrieb) |                                                    | Bergwerk und Waldbahnen | Bergwerk und Waldbahnen |
| |                                                    |                         |                         |
| Anmerkungen 1. Quellen: - JŽ Streckenprofil 64 Ustiprača–Miljevina - Vojnogeografski institut, Typografische Karten 1 : 25 000: Blatt 526 Goražde |                                                    |                         |                         |

Die Schmalspurbahn Ustiprača–Miljevina war eine Nebenstrecke der ebenfalls schmalspurigen Bosnischen Ostbahn. Der erste Abschnitt bis Foča wurde 1939 eröffnet und um 1947 wurde sie bis Miljevina verlängert, um das dortige Braunkohlebergwerk sowie einige Waldbahnen anzuschließen. 1977 wurde das letzte Teilstück der von den Jugoslawischen Staatsbahnen betriebenen Bahnstrecke stillgelegt. 

## Geschichte
Während die 1906 eröffnete Bosnische Ostbahn durch teilweise sehr dünn besiedelte Landesteile führte, war und ist das obere Drina-Tal verhältnismäßig dicht besiedelt. Trotzdem wurde der von einigen Schwierigkeiten begleitete Bahnbau erst Mitte der 1930er Jahre von den Jugoslawischen Staatsbahnen (JDŽ, später JŽ) aufgenommen und am 17. September 1939 der Betrieb zwischen Ustiprača und Foča eröffnet.
Um Brod na Drini bestanden schon seit einiger Zeit einige Waldbahnen, das von ihnen gebrachte Holz wurde allerdings auf der Drina zu Tal geflößt. 1947 wurde das Braunkohlevorkommen bei Miljevina erschlossen und zum Abtransport der Kohle wurde deshalb die kurze Verbindung von Avdagića Luka bis Foča errichtet. Ab 1. Juli 1962 wurde nach umfangreichen Verbesserungsarbeiten der Betrieb bis Miljevina von den JŽ geführt, dazu wurde unter anderem auch ein recht großzügiges Bahnhofsgebäude am Endbahnhof errichtet. 
Im Fahrplan 1965/66 verkehrten täglich drei Reisezugpaare auf der Gesamtstrecke, dazu ein direktes Zugpaar Sarajevo–Foča und je ein direkter Zug Višegrad–Goražde und Foča–Višegrad. Auch die ab 1963 gebauten Dieseltriebwagen der Baureihe 802 kamen hier zum Einsatz. Trotz der damals und auch heute noch eher mäßigen Erschließung der Region auf dem Straßenweg wurde der Betrieb am 22. Mai 1977 komplett eingestellt, nur ein Jahr später im Mai 1978 folgte auch die Einstellung der Bosnischen Ostbahn zwischen Sarajevo und Višegrad.

## Streckenbeschreibung
Vom Bahnhof Ustiprača führte die Bahnlinie mittels einem gemauerten Viadukt über die Prača, anschließend folgte eine längere Hangbrücke am Ufer der Drina. Dort auftretende Rutschungen hatten – unter anderem – den Bahnbau wesentlich erschwert. Das dicht besiedelte Goražde wurde mittels zweier Brücken auf der rechten Flussseite umfahren, nach der Sprengung der beiden Brücken im Zweiten Weltkrieg wurde bis zu deren Neubau der Betrieb auf einer Behelfsstrecke durch das Stadtgebiet geführt. Nach einigen kleineren Ortschaften wurde schließlich die Stadt Foča erreicht, dort wurde ein großzügiger Bahnhof ebenfalls auf der gegenüberliegenden Drina-Seite errichtet.
Bereits in den 1920er Jahren bestanden in den Tälern oberhalb von Brod na Drini einige Waldbahnen ohne eine Verbindung zum restlichen Eisenbahnnetz. Der wie bei solchen Betrieben übliche Streckenzustand musste vor der Übernahme durch die JŽ und der Aufnahme des regelmäßigen Personenverkehrs 1962 erst entsprechend verbessert werden, auch waren einige Tunnels im Engtal der Bistrica aufzuweiten. In den 1950er und 60er Jahren wurden von der PDI Maglić in dieser Region umfangreiche Waldbahnstrecken betrieben, aufgrund der Schroffheit des Geländes waren dabei auch einige Bremsberge notwendig.

### Heutiger Zustand
Durch die Stauung der Drina hat sich die lichte Höhe des Viadukts gleich nach dem ehemaligen Bahnhof Ustiprača markant verringert, er befindet sich aber noch immer in gutem Zustand. Von der Hangbrücke zwischen Ustiprača und Kopači sind nur noch die Pfeiler am Ufer der gestauten Drina zu finden, die beiden Drina-Brücken vor und nach Goražde sind aber noch komplett vorhanden und führen eine Nebenstraße auf das andere Flussufer. Im weiteren Verlauf wurde die Bahntrasse teilweise abgebaut, in weiten Abschnitten wird sie allerdings noch als Fahr- oder Radweg genutzt bzw. verläuft die Hauptstraße auf der ehemaligen Bahnstrecke. Auch mehrere Bahnhofsgebäude sind immer noch vorhanden, teilweise auch in ganz gutem Zustand. In der bizarren Schlucht der Bistrica unterhalb von Miljevina wurde die Bahnlinie großzügig auf eine Straße erweitert.

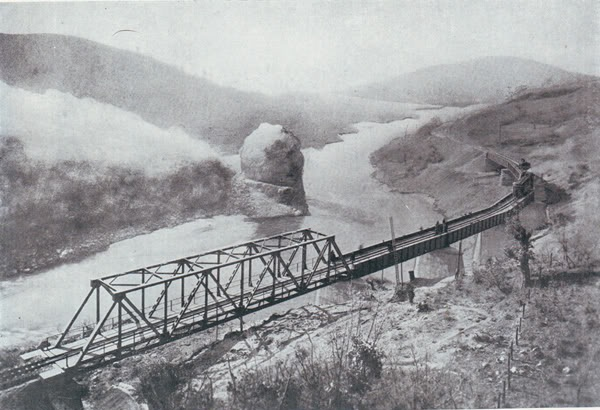
Belastungsprobe der Hangbrücke zwischen Ustiprača und Kopači
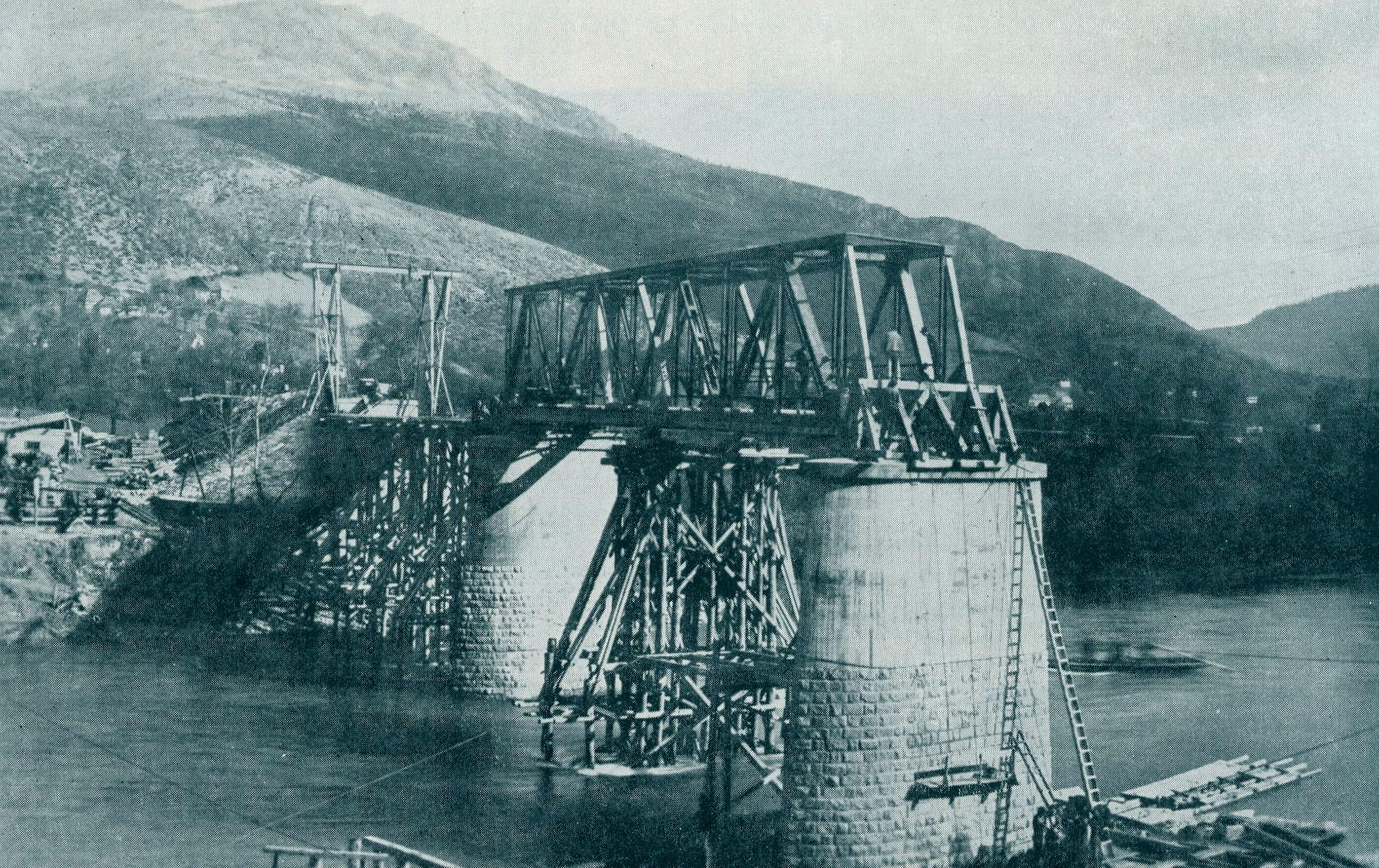
Bau der Drina-Brücke km 7,3
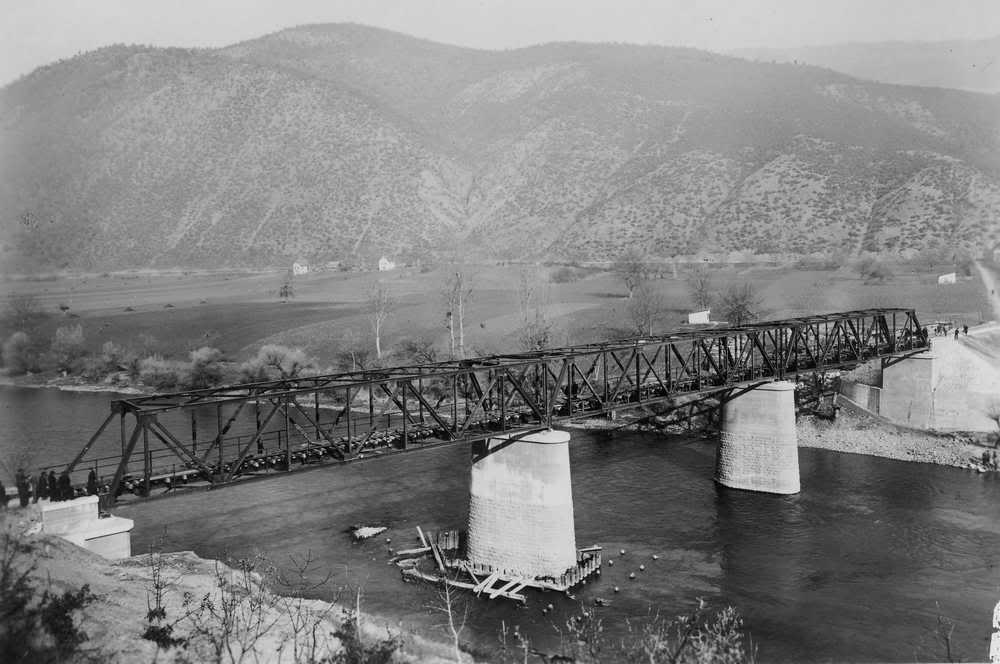
Drina-Brücke km 7,3 kurz vor der Fertigstellung
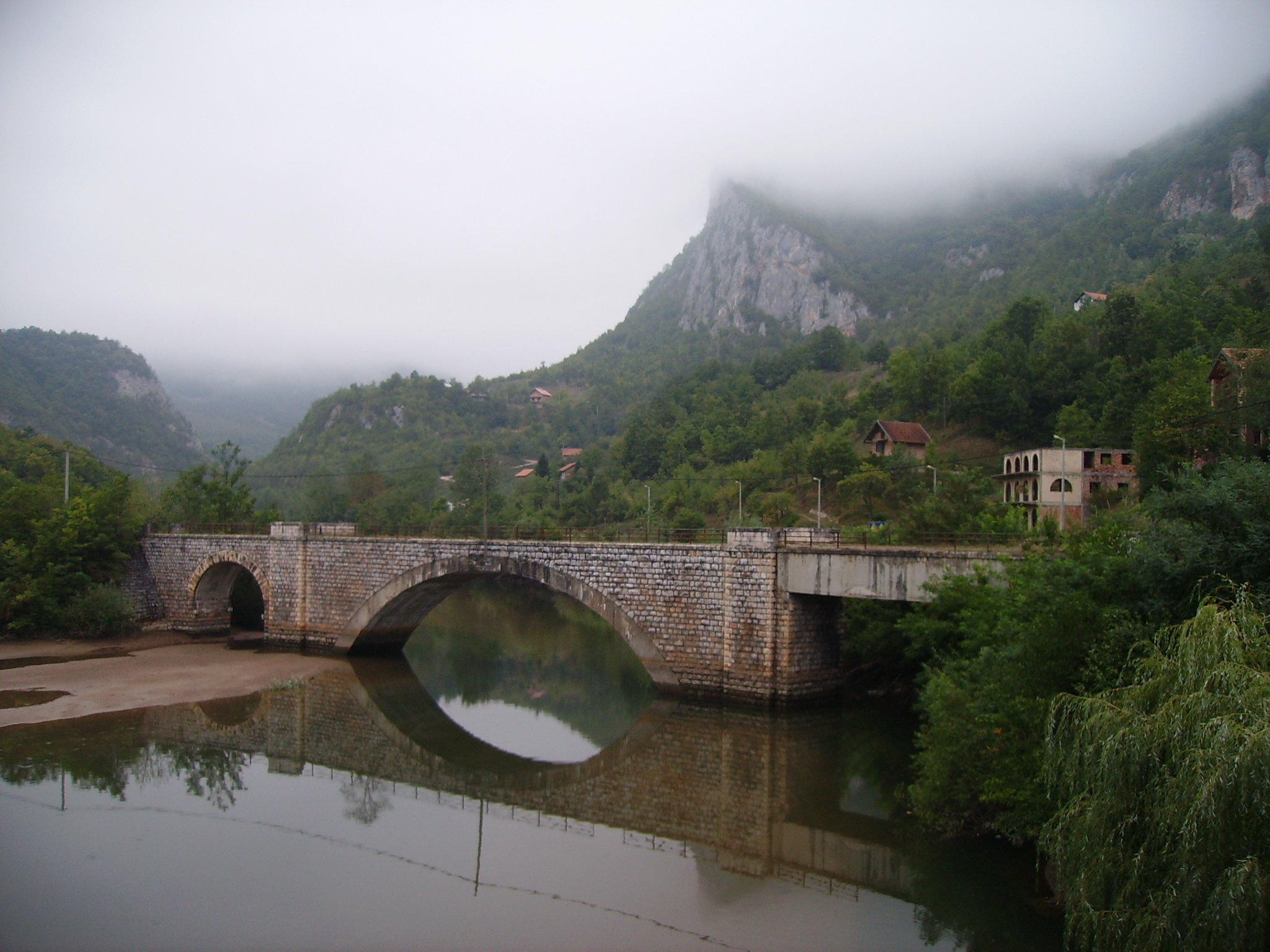
Prača-Viadukt in Ustiprača am Beginn der Zweigstrecke